# Castellazo
Castellazo ist ein spanischer Ort in der Provinz Huesca der Autonomen Gemeinschaft Aragonien, der zur Gemeinde Aínsa-Sobrarbe gehört. Der Ort auf 930 Meter Höhe liegt circa zwölf Kilometer südwestlich von Aínsa. Castellazo hatte im Jahr 2019 nur 15 Einwohner.

## Sehenswürdigkeiten
- Pfarrkirche San Salvador (Bien de Interés Cultural), erbaut im 12. Jahrhundert
- Capilla de Santiago, Kapelle erbaut im 17. Jahrhundert

## Weblinks

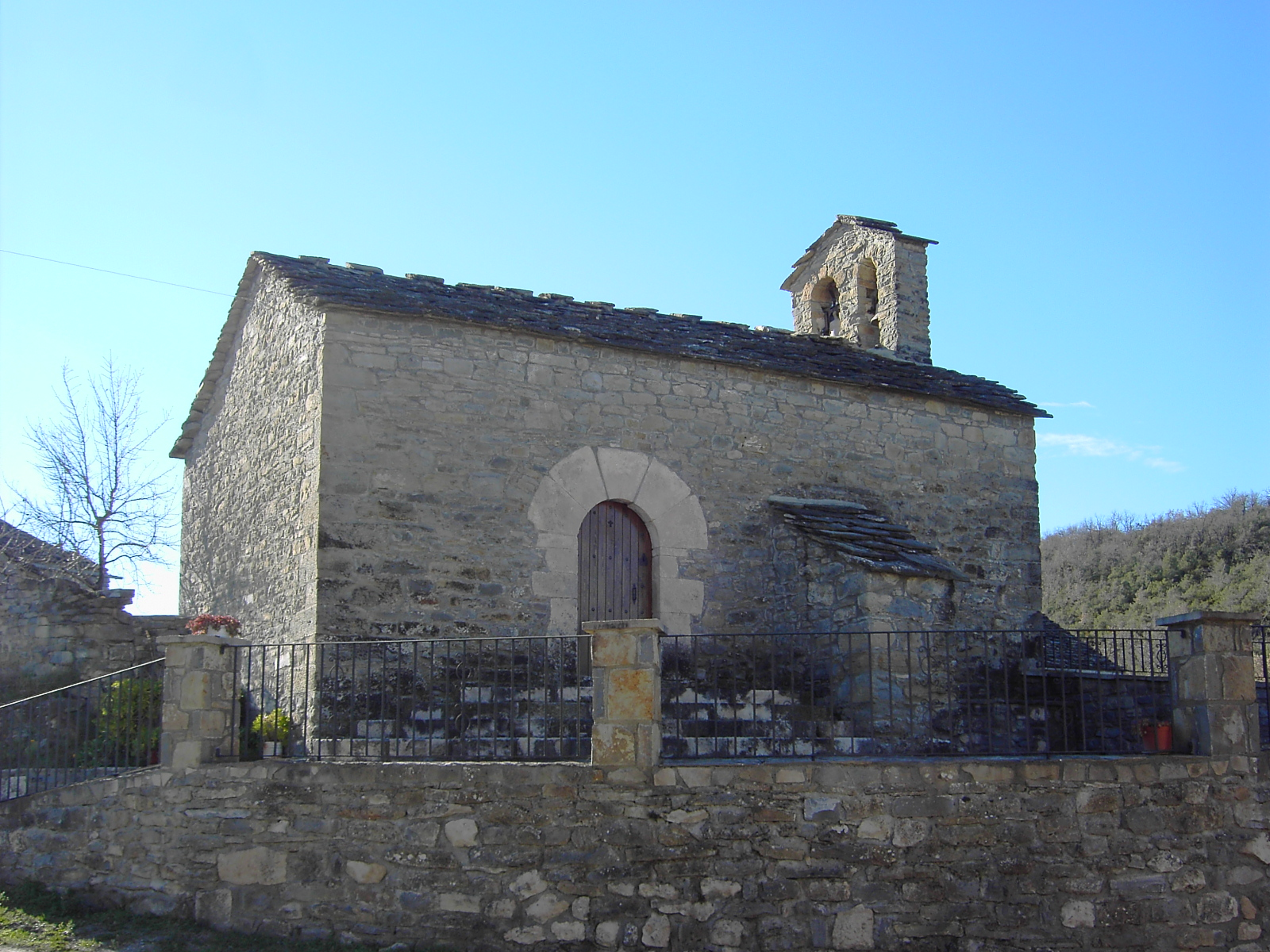
Capilla de Santiago